# Buch (Neurenberg)
Buch is een plaats in de Duitse gemeente Neurenberg, deelstaat Beieren, en telt 716 inwoners (2005).